# حسن‌قایه (بردع)
حسن‌قایه (به لاتین: Həsənqaya) یک منطقه مسکونی در جمهوری آذربایجان است که در شهرستان بردع واقع شده‌است. حسن‌قایه ۱۳۲۴ نفر جمعیت دارد.